# Michael Ogio
Michael Ogio (ur. 7 lipca 1942, zm. 18 lutego 2017) – papuański polityk, deputowany do Parlamentu Narodowego i minister. Gubernator generalny od 25 lutego 2011 do 18 lutego 2017, wcześniej pełniący obowiązki gubernatora generalnego od 20 grudnia 2010 do 25 lutego 2011.

## Życiorys
Michael Ogio urodził się w 1942. W 1987 zdobył po raz pierwszy mandat deputowanego do Parlamentu Narodowego, reprezentując dystrykt North Bougainville w prowincji Bougainville. Mandat deputowanego sprawował do 2002. W wyborach w 2007 ponownie wszedł w skład parlamentu.
W latach 1999–2002 zajmował stanowisko ministra leśnictwa w gabinecie premiera Mekere Morauty. W grudniu 2000 objął dodatkowo funkcję wicepremiera. 29 sierpnia 2007 wszedł w skład gabinetu premiera Michaela Somare, w którym objął stanowisko ministra szkolnictwa wyższego, badań, nauki i technologii. Był członkiem Ludowego Ruchu Demokratycznego (People's Democratic Movement, PDM).
20 grudnia 2010 przejął obowiązki gubernatora generalnego Papui-Nowej Gwinei od Jeffreya Nape'a. 14 stycznia 2011 parlament wybrał go na stanowisko gubernatora generalnego. W głosowaniu pokonał kandydata opozycji, Pato Kakarayę, stosunkiem głosów 65 do 23. 25 lutego 2011 został oficjalnie zaprzysiężony na stanowisku. Zmarł 18 lutego 2017 w Port Moresby. Zgodnie z konstytucją, obowiązki gubernatora generalnego przejął przewodniczący parlamentu, Theo Zurenuoc.